# Олександр Вельянов
Олександр Вельянов (македон. Александар Вељанов, [alɛksˈandar ˈvɛljanɔf]) — македонський співак. Став відомим завдяки участі в дарквейв-групі Deine Lakaien, створеній ним разом з Ернстом Горном у 1985 році.

## Біографія
Вельянов вивчав театр і кіно в Мюнхені та Берліні. У 1991 році він перервав навчання, щоб повністю зосередитися на музиці, особливо на Deine Lakaien. До 1993 року був учасником рок-гурту Run Run Vanguard. Активно виступав як співак і автор пісень не тільки Deine Lakaien, а й для кількох сайд-проєктів і сольних проєктів. Протягом кар'єри він виступав і з багатьма іншими виконавцями та групами як запрошений співак.
Олександр Вельянов жив і працював у Берліні, Мюнхені та Лондоні. Він дуже ретельно оберігає своє особисте життя; в інтерв'ю він зрідка говорить про себе, а рік його народження досі залишається загадкою. І все ж в інтерв'ю швейцарському онлайн-журналу Art-Noir від 23 лютого 2011 року він згадав, що «зараз йому 46».
Його останній альбом Porta Macedonia містить кавери та семпли пісень культової македонської групи Mizar.

## Сольна дискографія

### Run Run Vanguard
- 1993: Run Run Vanguard — Suck Success (альбом)

### Alexander Veljanov
- 1998: Veljanov — Secrets of the Silver Tongue (Album)
- 1998: Veljanov — The Man With a Silver Gun (Mini CD)
- 1998: Veljanov — Past and Forever (Mini CD)
- 2001: Veljanov — The Sweet Life (Album)
- 2001: Veljanov — Fly Away (Mini CD)
- 2006: Veljanov — Kaleidoscope: A Singles Collection (Compilation)
- 2008: Veljanov — Nie mehr/Königin aus Eis (Mini CD)
- 2008: Veljanov — Porta Macedonia (Album)

### Співпраця
- 1991: The Perc Meets the Hidden Gentleman — Lavender (Album), «The Composition of Incense»
- 1993: Das Holz — contribution to «The Lizard King: A Tribute to Jim Morrison Wave & Electro Cover Versionen», «Spanish Caravan»
- 1994: Estampie — Ludus Danielis (Album), «Abacuc»
- 1995: Sleeping Dogs Wake — Hold me under the Stars (MCD), «Hold me»
- 1996: Estampie — Crusaders (Album), «Ahi, amors», «Chaterai por mon corage», «Imperator Rex Greacorum», «Maugréz tous sainz», «Palästinalied», «Quant amors trobet partir»
- 1998: Das Holz — Drei (Album), «Alice» + «Jolene»
- 2000: Estampie — Ondas (Album), «O Fortuna»
- 2002: Stendal Blast — «Nur ein Tag» (MCD)
- 2004: Schiller — Leben (Album), with «Desire»
- 2006: Edgar Allan Poe Projekt — Visionen (Double Album CD2), with «Lied Für Annabel Lee»